# The Spirit of Radio (Rush)
The Spirit of Radio è un brano musicale del gruppo canadese Rush ed è il lato A del primo singolo estratto dall'album Permanent Waves del 1980, edito dalla Mercury Records. Brano tra i più noti del gruppo e regolarmente proposto nei concerti, The Spirit of Radio  è una delle cinque canzoni dei Rush inserite nella Canadian Songwriters Hall of Fame il 28 marzo 2010. Nel lato B è presente Circumstances.

## Il disco
Il singolo raggiunge il 51º posto della classifica statunitense nel marzo 1980.
The Spirit of Radio
Con questo pezzo i Rush per la prima volta si allontanano dalle sonorità tipiche del rock progressivo per approdare a un rock più moderno e immediato; il brano verso la sua conclusione vira verso ritmiche ska. Il titolo del pezzo prende origine dallo slogan della emittente radiofonica CFNY di Toronto; il testo include una citazione di The Sound of Silence di Simon & Garfunkel.
Nella versione per il singolo discografico The Spirit of Radio viene presentata in versione ridotta a soli 3 minuti.
Grande classico del repertorio dei Rush, il brano è presente in svariati album dal vivo del gruppo, tra gli altri: Exit...Stage Left, Different Stages, Clockwork Angels Tour. Il brano è stato eseguito anche in occasione dell'inserimento del gruppo nella "Rock and Roll Hall of Fame" nel 2013.
La canzone è stata inserita inoltre nella tracklist di Guitar Hero 5 ed è la traccia più complicata del gioco.
Circumstances
Brano curiosamente proposto come lato B anche del singolo precedente e proveniente dall'album Hemispheres, dove la voce di Lee raggiunge toni particolarmente alti, soprattutto durante il ritornello; il testo fa riferimento alle esperienze giovanili di Neil Peart in Inghilterra.
Circumstances è stata proposta dal vivo solo durante il Tour of the Hemispheres (1978-79) e lo Snakes & Arrows Tour (2007); compare in versione live nell'album Snakes & Arrows Live.

## Tracce
Il singolo pubblicato per il mercato statunitense contiene le seguenti tracce:
1. The Spirit of Radio - 3:00 (Lee, Lifeson, Peart)
2. Circumstances  - 3:42 (Lee, Lifeson, Peart) (lato B)

## Formazione
- Geddy Lee - basso, voce, tastiere, pedali Moog Taurus
- Alex Lifeson - chitarre elettriche ed acustica, pedali Moog Taurus
- Neil Peart - batteria e percussioni

## Cover
The Spirit of Radio è stato reinterpretato da alcuni artisti:
- dal gruppo rock britannico Catherine Wheel nell'album Like Cats and Dogs del 1996
- dal gruppo rock britannico Rosetta Stone nel 2000
- dal gruppo heavy metal canadese Kobra and the Lotus in un EP di cover del 2015